# Lista de bairros de Angra dos Reis
Esta é uma Lista de bairros de Angra dos Reis. De acordo com a divisão territorial datada de 18 de dezembro de 1988, tendo assim permanecido na divisão de 2007, o município de Angra dos Reis é constituído de 5 distritos: Angra dos Reis, Ilha Grande, Cunhambebe, Jacuecanga, Mambucaba. Essa é uma lista dos bairros desse município brasileiro, de acordo com seus distritos, no estado do Rio de Janeiro.
Distrito de Angra dos Reis
- Balneário
- Bonfim
- Centro
- Colégio Naval
- Enseada
- Praia da Chácara
- Praia do Jardim
- Marinas
- Morro da Gloria
- Morro da Gloria II
- Morro do Perez
- Morro da Fortaleza
- Morro do Tatu
- Morro do Carmo
- Morro da Caixa D'agua
- Morro do Santo Antônio
- Morro da Carioca
- Morro do Abel
- Sapinhatuba I
- Sapinhatuba II
- Sapinhatuba III
- Vila Velha
- Ponta do sapê
- Retiro
- Ponta da Ribeira
- Tanguá
- Praia Grande

Distrito de Cunhambebe
- Areal
- Ariró
- Belém
- Banqueta
- Bracuhy
- Campo Belo
- Caieira
- Encruzo da Enseada
- Morro da Cruz
- Frade
- Gamboa do Bracuí
- Gamboa do Belém
- Itaorna
- Itanema
- Piraquara
- Pontal
- Ponta da Cruz
- Ponta do Partido
- Japuíba
- Nova Angra
- Praia do Recife
- Santa Rita
- Serra D'água
- Vila Nova
- Zungu

Distrito de Jacuecanga
- Camorim Grande
- Camorim Pequeno
- Caputera I
- Caputera II
- Cantagalo
- Portogalo
- Praia do Machado
- Paraíso
- Biscaia
- Bnh
- Jacuecanga
- Mombaça
- Morro da Lambicada
- Morro do Moreno
- Água Santa
- Ponta Leste
- Vila dos Pescadores
- Vila Petrobrás
- Village
- Verolme
- Monsuaba
- Maciéis
- Caetés
- Garatucaia

Distrito de Mambucaba
● Parque mambucaba
- Perequê
- Praia Vermelha
- Morro da Boa Vista
- Praia Brava
- Vila Histórica

Distrito da Ilha Grande
- Vila do Abraão[1]
- Praia de Araçatiba
- Praia Vermelha da Ilha Grande
- Dois Rios
- Bananal
- Saco do Céu
- Provetá
- Goxuma
- Matariz